# تابیوره
تابیوره (به لاتین: Tabivere) یک منطقهٔ مسکونی در استونی است که در دهستان تارتو واقع شده‌است. تابیوره ۹۷۱ نفر جمعیت دارد.